# دریاچه ریچارد راسل
دریاچه ریچارد راسل (انگلیسی: Richard B. Russell Lake) دریاچه‌ای در کارولینای جنوبی است.